# 蘊真洞崖墓
蘊真洞崖墓位於四川省樂山專區樂山縣蘊真洞，文物遺址年代判定為漢代。1956年8月16日公佈為四川省第一批歷史及革命文物保護單位。
蘊真洞即白岩山崖墓11號墓，又名朝霞洞、治易洞、程公洞，傳為宋逸民程公望注《易》處。南宋開禧元年（1205年）永嘉陳謙題「程公洞」三字刻於清風、朝霞兩洞間，嘉定十五年（1222年）張方來游，惜其剝蝕，重書，刻於白雲洞口。歷代文人墨客來此遊覽題詠者甚多。洞下有小溪環流，名竹溪，碧水濃蔭，景色清幽。由於墓室巨大，民國時做過監獄，辦過伙食團。內有题刻6則。第4則為熙寧二年(1069年)題，年代最早。第6則碑刻記述當地官吏「同游白崖三洞，晚步羌洞院觀」事。